# フェルナンデス (楽器メーカー)
株式会社フェルナンデス（英: Fernandes Co., Ltd.）は、エレクトリックギター、エレクトリックベースを中心に企画・販売していた日本の楽器メーカーである。

## 解説
前身となる斉藤楽器は1969年2月設立。当初はクラシックギターの販売が主であった。1972年10月に社名を現在のフェルナンデスに変更。同年から本格的にエレキギターの販売を開始する。
当初は主にフェンダーやギブソンのコピーモデルを販売していた。フェンダー系はフェルナンデスブランド、ギブソン系はバーニー (Burny) ブランド、プロアーティストの特注モデルに特化したP-PROJECTと棲み分けがされている。廉価価格帯用にTARGET、Vester (Vester MANIAC) ブランドも存在した。
それまで形だけのコピー楽器が多かった業界へ本格的な設計（構造的にはオリジナルとは微妙に違いがあったが）の楽器を持ち込み、プロ・アマ問わず支持を得た。外観、構造のみならずロゴまでそっくりにしていた為、フェンダー社からクレームが来た。初期のヘッド等にはFERNANDESのロゴの下や上などにelectric sound research groupのロゴが入っていた。
なお企画、販売はフェルナンデスだが、カワイ楽器、東海楽器、ヘッドウェイ、鈴木バイオリン、PGM（プロフェッショナルギター マニュファクチュア）、マツモク工業などでOEM製造されている（一部会社は廃業済み）。国内外で違ったラインナップ展開をしており、アメリカ企画の海外モデル（FERNANDESの新ロゴのみ）が別に存在する。
1980年代以降はオリジナルモデルにも注力し、1990年3月に発売したスピーカー内蔵エレクトリックギターZO-3は35万頭以上を売り上げた。
アーティストモデルも数多く手がけており、 
HOTEIモデル、BUCK-TICKモデル、hideモデル、DEAD ENDモデルなどが存在する。
またオリジナル商品のサスティナーは、弦の振動を持続させることで永続的なサステインを得られるという画期的な機能によって、スティーヴ・ヴァイ、ニール・ショーン、ジ・エッジ、スラッシュら、に使われている。
過去にはアメリカのエフェクターメーカーDigiTechとDODの国内総販売元を務めていたほか、イギリスのアンプメーカー「ハイワット」のブランドを所有していたこともある。
1999年1月期には年間売上高40億円に達していたものの、その後中古市場の台頭や競争激化によって業績が悪化。巻き返しを目指すも、2022年1月期は売上高が1億6608万円まで落ち込み、2414万円の最終赤字を計上した。さらに直接の資本関係は無いものの、西日本地区の代理店として関係が深かった大阪フェルナンデスも、2020年の新型コロナウイルス感染拡大に伴う音楽活動規制が元で製品需要が減少したことで債務超過に陥り、2023年に大阪地方裁判所に自己破産を申請、同年4月に破産開始決定を受けていた。こうした事から当社の信用も低下、事業継続も困難となり、2024年7月11日までに事業を停止、弁護士に破産手続きを一任した旨を本社に掲示。一旦は破産申請を取り下げたが、2025年6月に破産を申請し、同年7月9日に東京地方裁判所から破産手続開始決定を受けた。負債総額は約7億3000万円。

## 主なモデルの特徴

### FRシリーズ
1985年に発売以降、改良、仕様変更等を重ね、継続して販売されているディンキー（スーパーストラト）タイプ。24フレットが多いがサスティナー付きは22フレットがメイン。ピックアップはSSH配列を基準に多肢に渡る。ブリッジも数仕様あるが、フロイドローズタイプが多い。
フェルナンデス・FRシリーズを参照。

### TEJシリーズ
1988年8月発売TEJ-45が初出。カタログ初出は1987年VOL.2 (TEJ-85/TEJ-80/TEJ-75)。 テレキャスターボディにジャクソンタイプヘッドで80年代後期～90年代初頭に布袋寅泰やBUCK-TICKの使用により大ヒットした。プレート付きのボルトオンネック。ジャクソンに倣いシャークフィンインレイのモデルやショップオリジナル別注も多数存在した。当時物はMade in JAPAN（カワイ→マツモク）。

### APGシリーズ
ポール・リード・スミスのような構造の2ハムバッカータイプ。フェルナンデスブランド。弦長628 mm（ギブソンスケール）。TOM(チューンオーマチック)ブリッジやフロイドローズブリッジ、他多様。アメリカ販売版はDragonfly名義。

### Ravelleシリーズ
レスポールと同じ構造の2ハムバッカータイプで、ヘッド、ボディ形状にアレンジを加えたフェルナンデスUSAの看板モデル。フェルナンデスブランド。日本版では2002年カタログモデルのRJ-95T（TRANSTIC NERVE TALシグネーチャーモデル）が初出。2003年カタログよりレギュラーモデル掲出。他社に模倣されていない為、オリジナリティを保っている。

### RLGシリーズ
レスポールスタンダードモデル。

### RLCシリーズ
レスポールカスタムモデル。

### Hシリーズ
初出は1992年のH-115（12弦）、H-105（トレモロユニット付）。共にシングルコイルピックアップ×2。HB-100（ベース）もラインナップ。当時、エンドース契約していた布袋寅泰からの「まったく新しい形のギター」という要望で開発された。布袋が使用していたH-CUSTOMは黒ボディ、白パールのピックガードの色合いの見た目から「シャチ」の通称で呼ばれていた。
後年になり2ハムバッカー仕様の物が発売。当初はバダスタイプのブリッジ。後にチューンオーマチックタイプの物も発売された。2ハムタイプはhideも愛用し、hideは「くじら」の愛称で呼んでいた。ギブソン・ファイヤーバードを変形させたようなボディに、B.C.リッチコピーシリーズのヘッド。Burnyブランド。アメリカ仕様はFERNANDESブランドで、名称はVertigo。

### ZOシリーズ
フェルナンデス・ZO-3を参照。

### FGZシリーズ
1995年以降カタログモデルシリーズ。1991年カタログモデルのFRS-100、FRS-85を形状の始祖とする細めのホーン、丸みを帯びた外周のボディと1弦側の厚みを削いだようなヘッド形状が特徴。外観のイメージはヤマハRGX、アイバニーズRGにも似ている。フェンダー系の構造でスーパーストラトの一種。入門モデルとしても大ヒットしており、中古のタマ数も非常に豊富。

### ARSシリーズ
1999年頃発売。FRシリーズをストラトタイプの構造のボディに原点回帰させたモデル。FRシリーズのヘッド形状を採用。FRシリーズと共通のヒールレスジョイント。後に、よりストラトに近いボディシェイプのRTシリーズに移行した。

### JGシリーズ
1990年代後半発売。ジャガータイプのボディにFRシリーズのヘッド形状を採用。FRシリーズと共通のヒールレスジョイントが多い。ジャガータイプだがネックスケールは648 mm。

### MG/BG/EG/EBシリーズ
B.C. Richの完コピシリーズ。順にモッキンバード (FMG-150/FMG-160/FMG-175)、ビッチ (FBG-170/FBG-180)、イーグル (FEG-150/FEG-160/FEG-175)、イーグルベース (FEB-160/FEB-170)。カタログ初出は1980年。ナチュラルカラーのスルーネックボディにブースター配線付きの完成度の高いものだった。ヘッドストックにはB.C. RichのRロゴに倣いFの一文字ロゴ表記（最初期ロットのみ石ロゴ）。MG/BG/EB並びにワーロックベースは80年代後期からXのメンバーのシグネーチャーモデルの原型になり大ヒットした（Burnyブランド）。

### FSTシリーズ
ストラトキャスターのコピーと派生モデル。初期にはCBSラージヘッドモデルからスタートし、1977年頃にオールドモデル（スモールヘッド）のコピーに切り替わったが、徹底したコピーにより上記のようなクレーム沙汰になった。リアルなストラトコピーモデルはRSTシリーズに移行した一方、FSTモデルはライセンス生産し始めたフロイド・ローズのトレモロシステム搭載に合わせてハムバッカーピックアップ搭載やオリジナルカラーのピックガードレスボディを採用したスーパーストラト「The Function」シリーズに移行し1995年まで生産。RSTシリーズは1990年まで生産。

### LSシリーズ
1992年～2001年カタログモデル。レスポール風のシングルカッタウェイの外形にアレンジを加えた（布袋モデルのMV-95HT、グレッチ社スーパーアックスにも外形は酷似）オリジナルのフラットトップのソリッドボディやメイプルトップ、マホガニーバックのボディに、B.C. Richコピーシリーズのヘッドのモデル。ヒールカットされていないボルトオンネックジョイント他。TOM(チューンオーマチック)ブリッジ。Burnyブランド。一時期は契約ミュージシャンも多く使用していたが、Hシリーズの様に定着はしなかった。アメリカ仕様はFERNANDESブランドで、名称はMONTEREY。

### STJシリーズ
カタログ初出は1986年(STJ-75)。 ディンキー（スーパーストラト）ボディにジャクソンタイプヘッド。ジャクソンディンキーのコピーモデルとも言える。プレート付きのボルトオンネック。BUCK-TICK今井寿がメジャーデビュー時（1987年12月11日日本青年館以降）に使用していた（本人モデルはレフティのP-PROJECT名義）。

### BSVシリーズ
1984年カタログモデルのフェルナンデスヘビーメタルバージョンBSV-55 (BSV-60)、BSV-70、BSV-90、BSV-135（フライングVを更に尖らせたヘッド形状、1弦側のみボディのネック付け根の切り欠きが特徴）が初出。24インチショートスケールのフライングVタイプ。ピックアップはハムバッカー（DF-3、DF-P等）×2。フロイドローズFRT-5G、FRT-3C等を搭載。2014年にBSV-155が再販された。44MAGNUM JIMMYシグネーチャーモデルはBSV-80J、BSV-90、BSV-155J（85年以降カタログ掲出）。

## 備考
- hide（X JAPAN）
- HEATH（X JAPAN）
- 今井寿（BUCK-TICK）
- 星野英彦（BUCK-TICK）
- 樋口豊（BUCK-TICK）
- 瀧川“CIPHER”一郎（D'ERLANGER）
- 中尾“SEELA”朋宏（D'ERLANGER）
- 本田毅
- 足立祐二（DEAD END）
- 増本正志（DEAD END）
- 吉川“BAN”裕規（44 MAGNUM）
- 横関敦
- 10-FEET

- ジ・エッジ（U2）
- ビリー・ジョー・アームストロング（グリーン・デイ）
- ブラッド・ギルス
- ロバート・フリップ（キング・クリムゾン）
- Craig Goldy
- you （Janne Da Arc）
- ka-yu （Janne Da Arc）
- Shinji（シド）
- TAKUYA（ex.JUDY AND MARY）
- TATSU（GASTUNK）
- Shinobu（Creature Creature、The LEGENDARY SIX NINE）
- TAKU（横浜銀蝿）
- w-shun（KNOCK OUT MONKEY）
- PATA（X JAPAN）
- YOSHIKI（X JAPAN）
- TAIJI（X JAPAN）
- ken（L'Arc〜en〜Ciel）- 2009年まで
- ROLLY
- DuelJewel - 2007年まで
- yuina（ex.Dolly）
- kyo（D'ERLANGER）
- 後藤康二（ZYYG）
- 伊藤賢一
- 稲月彩（ex.whiteberry）
- 虎（Alice Nine）
- 桜井青 (cali≠gari)
- 野崎森男
- 長谷川ゆかり（ex.whiteberry）
- はなわ - ZO-3ベース
- 藤井麻輝（睡蓮）
- 柳ジョージ
- 藤木直人
- 斉藤康之（ex.REACTION）
- 米川英之（ex.C-C-B）
- 白田一秀（DAIDA LAIDA、PRESENCE、GRAND SLAM、RAJAS、SEXXXXX）
- 岩見陸
- 布袋寅泰
- 矢沢永吉[注 4]
- 広瀬“JIMMY”さとし（44 MAGNUM）
- 飯田成一
- 岡田基樹
- 室姫深
- 金内孝史
- 龍巻のピー (AURA)
- ナカヤマアキラ (Plastic Tree)
- 長谷川正 (Plastic Tree)
- 反町哲之 (REACTION)
- Ben Vaughn